# Янске-Лазне

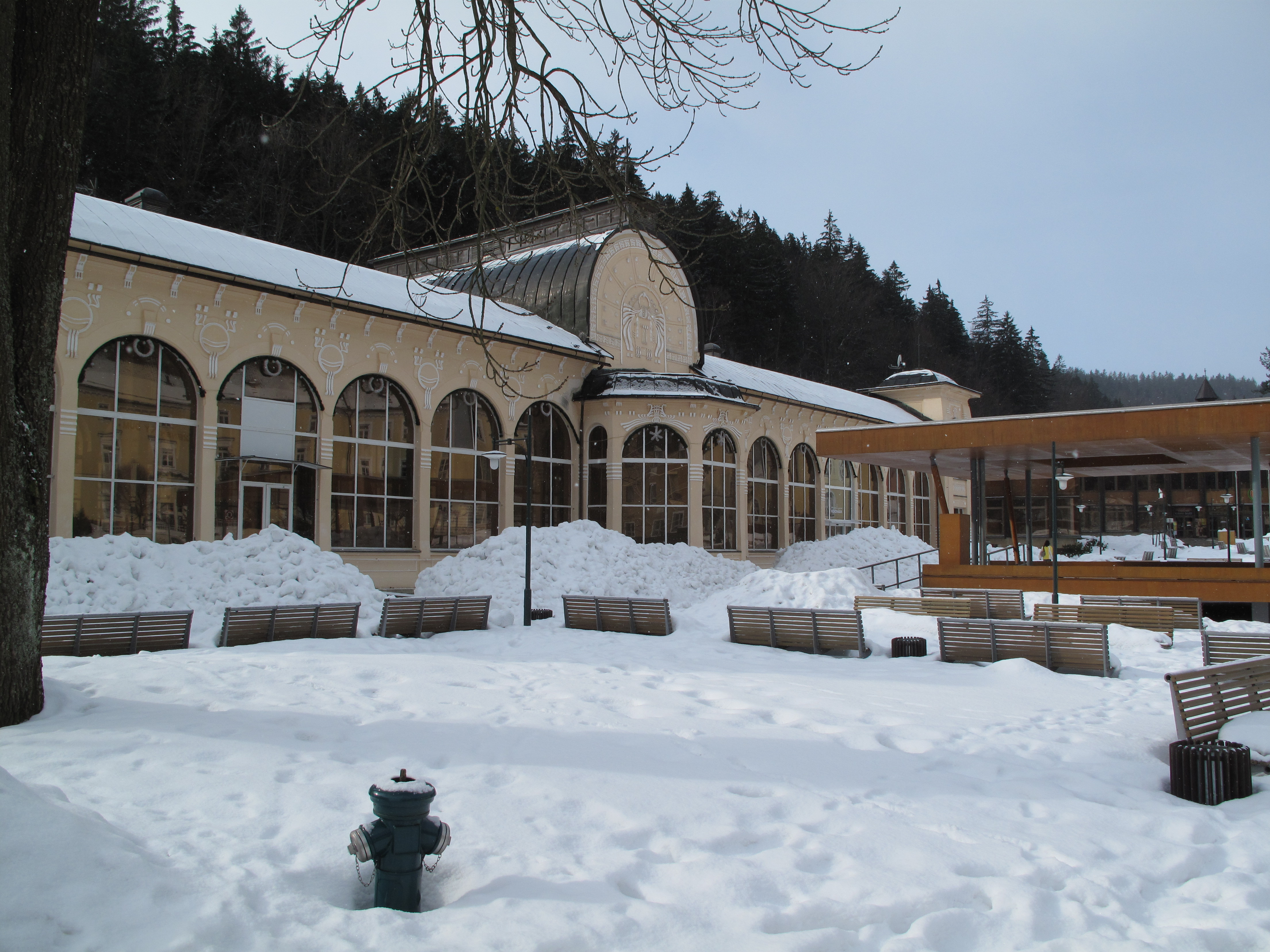
Янске-Лазне

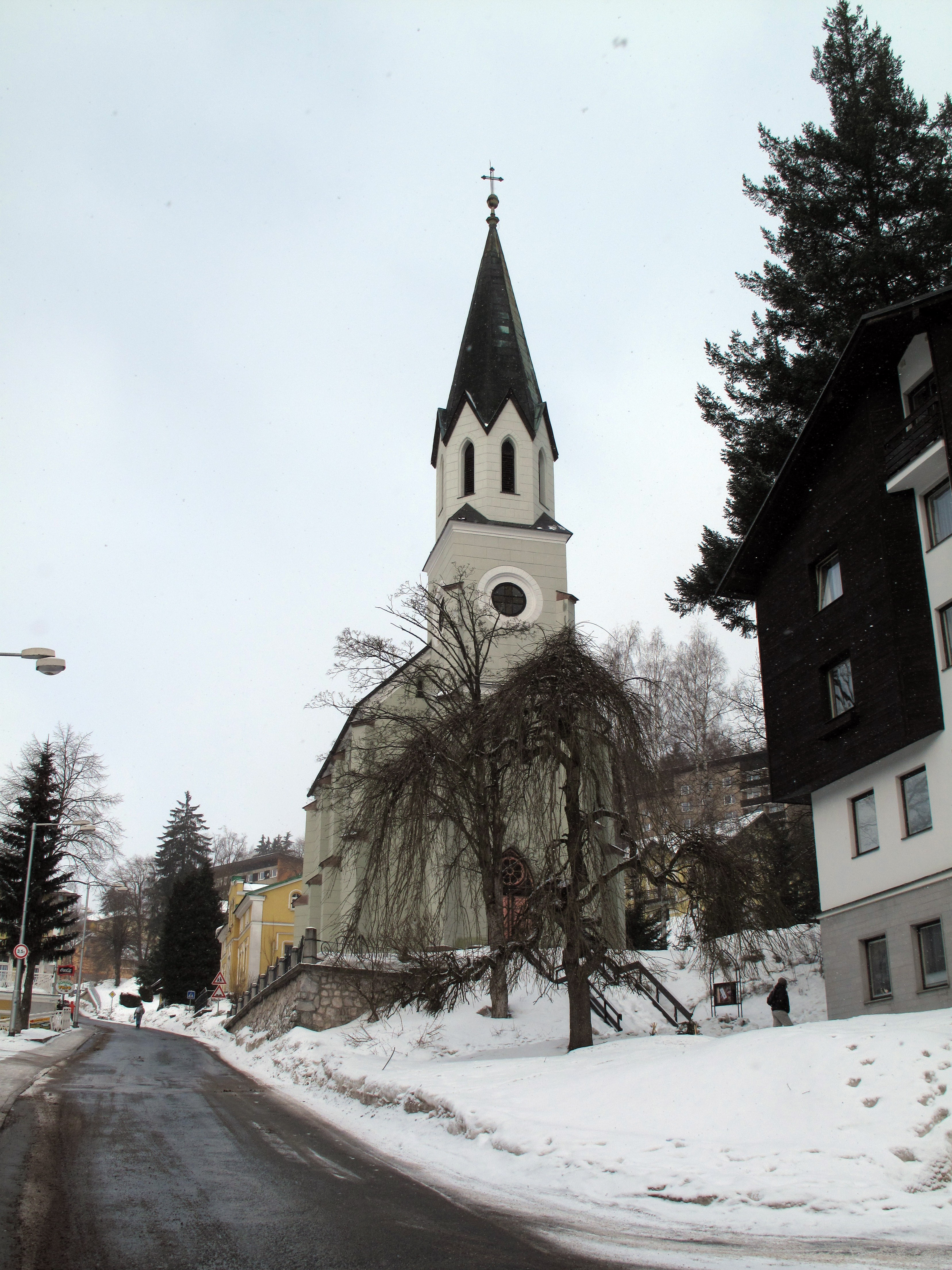
Костёл Святого Иоанна Крестителя

Янске-Лазне (чеш. Janské Lázně , бывш. нем. Johannisbad) — город-курорт в Чехии, района Трутнов Краловеградецкого края.
Янске-Лазне — курортный город, второй по значимости горнолыжный центр в Чешской Республике. Единственный курорт на чешской стороне горного массива Крконоше. Имеются уникальные лечебные источники, содержащие термальную карбонатную воду с температурой 27 °C .
Расположен у подножия Чёрной Горы (1299 метров над уровнем моря) на окраине Крконошского национального парка. Город связан с вершиной горы канатной дорогой.
Население 770 чел. (2014). Площадь 1,373 км².

## История

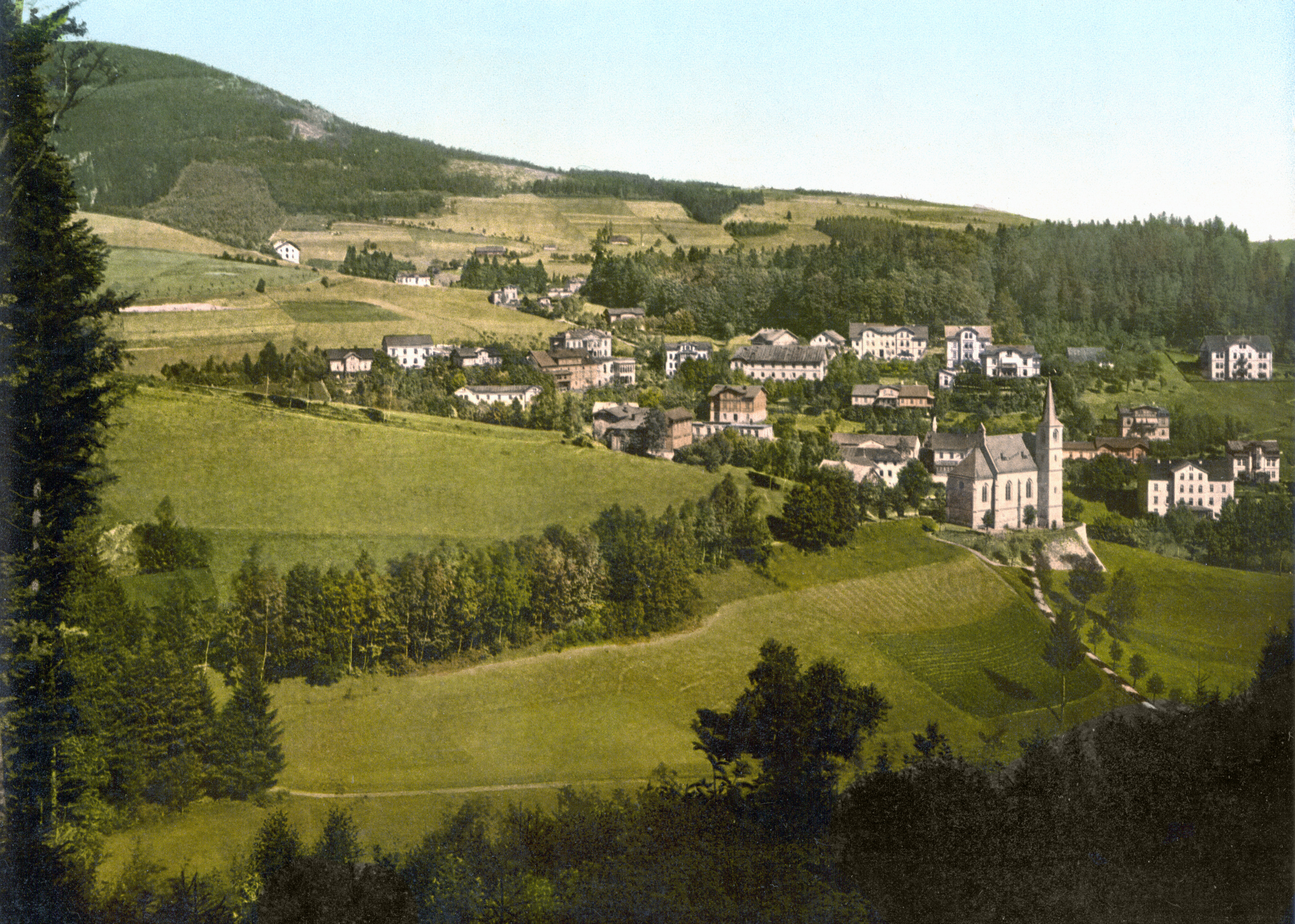
Иоганнисбад (Янске-Лазне) в 1900 году

Первое упоминание датируется 1006 годом.
Первая информация об использовании термальной воды для купания встречается в XIV веке, когда представитель владельцев местности Зильберштейн построил примитивную баню — деревянное строение над источником для удобства его большой семьи. Первое жилое здание было построено недалеко от источника в 1485 году. Краеугольный камень в основание часовни Святого Иоанна Крестителя заложен в 1673 году недалеко от источника. В 1675 году Янске-Лазне был приобретен Яном Адольфом, князем Шварценберга. Князь основал современный спа-курорт, построил шесть новых зданий, все близ термального источника.
Статус поселка получил в 1881 году. В 1902 стал городом-курортом. Наибольшего развития достиг в 1920-х годах.
В 1925 году здесь был проведен II Чемпионат мира по лыжным видам спорта, в 1937 — Зимняя Рабочая олимпиада.
Фуникулер у подножья Черна-Горы введен в эксплуатацию в 1928 году. В 1935 здесь был открыт детский санаторий, специализирующийся на лечении церебрального паралича (первое заведение подобного рода в Европе), который перенял опыт аналогичного санатория Warm Springs в США. В ходе Второй мировой войны помещения курорта использовались в качестве военных госпиталей и жилых помещений для беженцев.
После войны Янске-Лазне стал всемирно известным благодаря успешному лечению последствий полиомиелита. Строительство нового курортного комплекса было запланировано как часть плана Маршалла. Эти планы были остановлены в 1948 после прихода к власти коммунистов. Несколько гостиниц и пансионатов были преобразованы в пансионаты и базы отдыха, где ежегодно отдыхали тысячи трудящихся ЧССР.

## Население
| Год  | Численность | Численность |
| ---- | ----------- | ----------- |
| 1869 | 406         | [ 5 ]       |
| 1880 | 477         | [ 5 ]       |
| 1890 | 518         | [ 5 ]       |
| 1900 | 492         | [ 5 ]       |
| 1910 | 478         | [ 5 ]       |
| 1921 | 540         | [ 5 ]       |
| 1930 | 679         | [ 5 ]       |
| 1950 | 2600        | [ 5 ]       |
| 1961 | 817         | [ 5 ]       |
| 1970 | 745         | [ 5 ]       |
| 1980 | 997         | [ 5 ]       |
| 1991 | 961         | [ 5 ]       |
| 2001 | 917         | [ 5 ]       |
| 2014 | 770         | [ 6 ]       |
| 2016 | 729         | [ 7 ]       |
| 2017 | 717         | [ 8 ]       |
| 2018 | 710         | [ 9 ]       |
| 2019 | 699         | [ 10 ]      |
| 2020 | 690         | [ 11 ]      |
| 2021 | 682         | [ 12 ]      |
| 2022 | 655         | [ 13 ]      |
| 2023 | 708         | [ 14 ]      |
| 2024 | 675         | [ 3 ]       |